# Ливонская рифмованная хроника
Ливонская рифмованная хроника (нем. Livländische Reimchronik) — древний письменный исторический памятник XIII века.
Описывает историю действий немецких рыцарских орденов в Прибалтике с середины XII века до примерно 1291 года. Составлена в самом конце XIII века. Автор хроники неизвестен: первоначально она атрибутировалась Дитлебу фон Альнпеке (нем. Ditleb von Alnpeke), чьё имя значилось в приписке к одной из сохранившихся копий, но затем было доказано, что эта приписка поздняя и недостоверная; однако из текста хроники ясно, что она составлена непосредственным очевидцем военных действий 1280-х гг.
Начальная часть хроники, описывающая удалённые от хрониста события, малодостоверна. События середины XIII века представляют больший интерес, поскольку описаны либо со слов очевидцев, либо, частично, по материалам не сохранившихся до нашего времени хроник дерптского епископата. К этой части относится и описание Ледового побоища — единственное в западноевропейских исторических источниках. Наиболее интересно и достоверно описание в «Рифмованной хронике» событий 1280-х гг.
«Рифмованная хроника» содержит 12 017 стихов. Имеются две её копии: рижская, сделанная в середине XIV века, и гейдельбергская, относящаяся к XV веку. Обе копии лишены окончания (видимо, не очень значительного по объёму), в рижской отсутствует один фрагмент в середине. Текстуальные различия между рукописями ограничиваются орфографией.
Хроника написана на средневерхненемецком языке. Поэтические её достоинства, как считают исследователи, невелики, её стиль, по мнению советского историка Яниса Зутиса, — «высокопарные трескучие фразы».
«Рифмованная хроника» интересна также тем, что именно в ней описано историческое знамя леттов («vor war ich uch daz, sagen kan, die banier der Letten ist»), послужившее в 1870-х годах прообразом латышского национального флага, а с 1918 года — флага Латвии. Вот фрагмент стихов, описывающих поход, в котором участвовал отряд из Вендена (Цесиса), выступавших под своим знаменем:
Von Wenden was zuo Rige komen 

zer lantwer, als ich han vernomen,

ein bruoder und wol hundert man:

den wart daz maere kunt getan.

die quamen hovelichen dar

mit einer banier rot gevar,

daz was mit wize durch gesniten

hiute nach wendichen siten.

Wenden ist ein burc genant,

von den diu banier wart bekant.

und ist in Letten lant gelegen.

da die vrowen ritens pflegen

nach den siten, als die man:

vur war ich iu daz sagen kan

diu banier der Letten ist.

der was in der selben vrist

hundert hin zuo Rige komen

zer lantwer` als ir hat vernomen

ein bruoder was ir houbetman.

## Критика
Старшая «Ливонская рифмованная хроника» является примером рыцарской поэзии, поставленной на службу Ливонскому ордену. Имя автора неизвестно, но историк Леонид Александрович Арбузов считает, что он принадлежал к кругу лиц, близких к магистру Ливонского ордена, возможно, служил герольдом и часто ездил с различными поручениями по Ливонии.
По достоверности исторических сведений рифмованная хроника делится на три части:
1. Изобилует грубыми ошибками (1143—1242).
2. Документальные данные перемешиваются с устными преданиями, но события Ледового побоища описаны наиболее достоверно, по-видимому, автор пользовался архивами Ордена (1242—1280).
3. Написана под непосредственным  впечатлением современных автору событий, в которых он либо непосредственно принимал участие, либо слышал о них от очевидцев (1280—1290).

Многочисленные подробности настолько увлекли автора, что он забыл о главном — о целях военных походов и последствиях крупных сражений — и ради рифмы подчас пренебрегал исторической истиной.
По мнению Я. Зутиса, у автора была цель — оправдать и прославить кровавые подвиги немецких завоевателей. Эти обстоятельствами объясняется тенденциозность в подборке фактов, в их освещении и оценке описываемых событий. Автор рифмованной хроники превозносит Ливонский орден, приписывая ему все заслуги в победе над коренным населением. Только рыцари Ордена являются, по мнению автора, настоящими слугами Бога — «рыцарями Бога».  Крестоносцев и всех остальных немцев летописец считает лишь помощниками, но признаёт  также и заслуги первых четырёх Рижских епископов, правда, слава их меркнет по сравнению с рыцарскими доблестями великих магистров Ливонского ордена.
С первых страниц Ливонская рифмованная хроника изображает Русь как главного противника Ордена. Так. епископ Мейнгард сразу же столкнулся с русскими князьями, поскольку земли селов, ливов и латгалов были под властью Руси.
В XVI веке появилась так называемая «Новая рифмованная хроника» Варфоломея Гёнеке, капеллана при магистре Ливонского ордена. Он описывал события (1315—1348), но до нас дошли лишь отдельные отрывки из неё, включённые в хронику Реннера (XVI век).

## Издания
- Fragment einer Urkunde der ältesten livländischen Geschichte in Versen. Ed. Lib. Bergmann. Riga 1817
- Livländische Reimchronik. Ed. Franz Pfeiffer. Stuttgart 1844 ([1]; Reprint: Amsterdam 1969)
- Livländische Reimchronik. Mit Anmerkungen, Namenverzeichnis und Glossar. Ed. Leo Meyer. Paderborn 1876 (Reprint: Hildesheim 1963)
- Atskaņu hronika. Transl. Valdis Bisenieks, ed. Ēvalds Mugurēvičs. Riga 1998
- Liivimaa vanem riimkroonika. Transl. Urmas Eelmäe. Tallinn 2003

## Русские переводы
- Матузова В. И., Назарова Е. Л. Крестоносцы и Русь. Конец XII в. — 1270 г.: Тексты, пер., комм. — М.: Индрик, 2002. — 488 с. — (Древнейшие источники по истории Восточной Европы). — ISBN 5-85759-183-X.
- Рифмованные хроники Ливонии / Пер. с верхнесредненем. яз. А. С. Игнатьева. Изд. подг. И.А. Настенко. — М.: Русская панорама, 2023. — 536 с.: ил. — (MEDIÆVALIA: средневековые литературные памятники и источники). — ISBN 978-5-93165-498-0.